# Frontera entre els Països Baixos i Saint Christopher i Nevis
La frontera entre els Països Baixos i Saint Christopher i Nevis refereix a la frontera marítima entre els dos estats al Mar Carib. Separa les illes de Saint Kitts i Sint Eustatius, territori d'ultramar neerlandès.
Actualment no hi ha cap tractat que estableixi el límit sobre la zona econòmica exclusiva, el principi és que aquesta línia divisòria és equidistant dels dos territoris. La frontera té vocació d'unir-se al trifini amb França a Barthélemy i el trifini amb Veneçuela situada a 16° 40′ 01″ N, 63° 35′ 20″ O / 16.66694°N,63.58889°O.
En novembre de 2013 es van reunir dues delegacions amb la finalitat d'establir els primers traçats d'aquesta frontera. Saint Christopher i Nevis està basada en el registre de 64 punts bàsics, mentre que els Països Baixos presentaven 43.
Han tingut lloc d'altres reunions fins a novembre de 2014 sota l'ègida de la Commonwealth per registrar un traçat de vuit punts.